# Compost

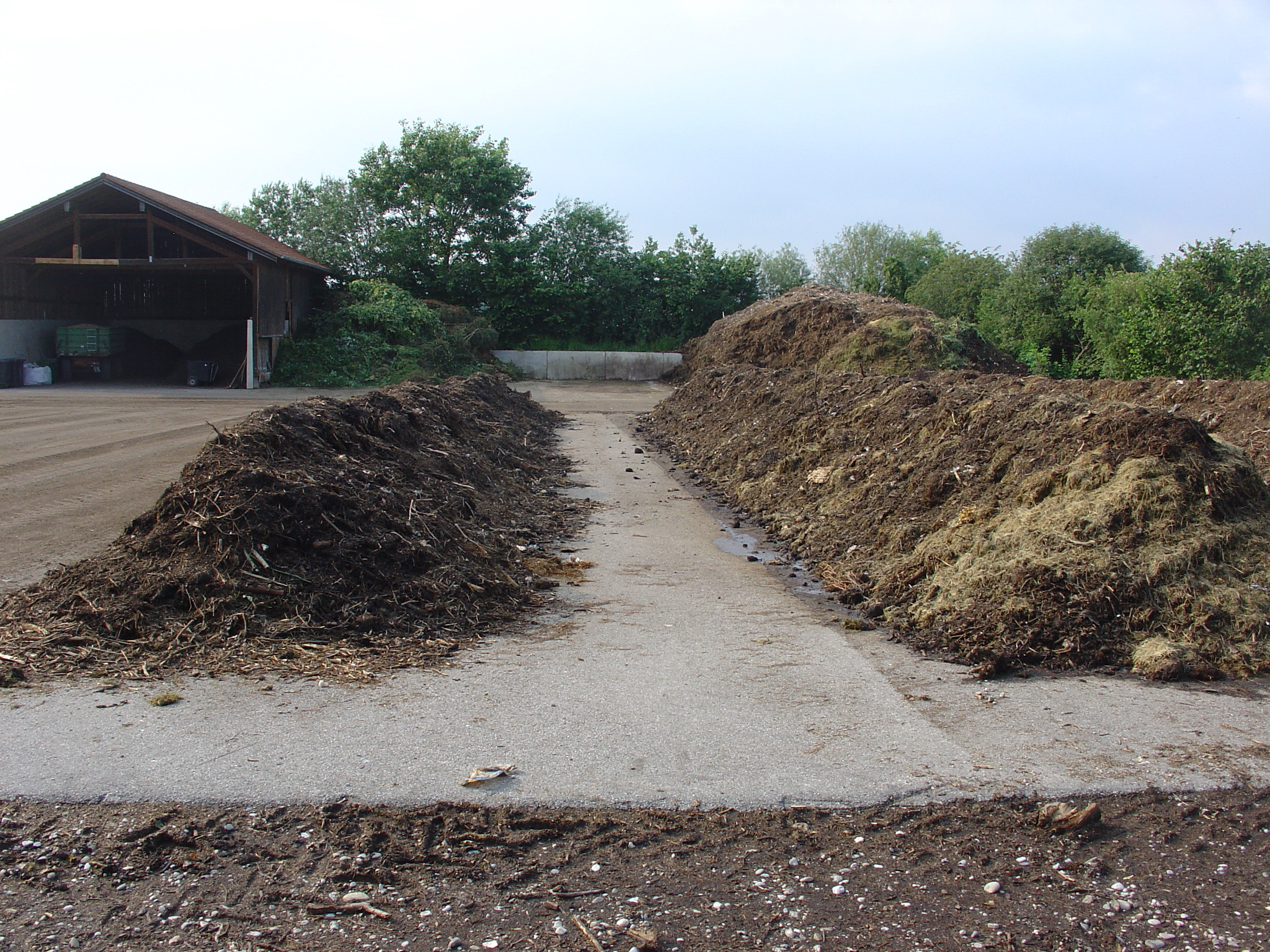
Compost într-o zonă rurală din Germania (compostare colectivă rar întâlnită în România)

Compostul este un amestec de ingrediente folosite pentru fertilizarea și îmbunătățirea solului. Este de obicei preparat prin descompunerea deșeurilor vegetale și alimentare și prin reciclarea materialelor organice. Amestecul rezultat este bogat în nutrienți pentru plante și organisme benefice, cum ar fi unii viermi și miceliul fungic. Compostul îmbunătățește fertilitatea solului din grădină, peisagistică, horticultură, agricultura urbană și agricultura ecologică. Beneficiile compostului includ furnizarea de nutrienți culturilor ca îngrășământ, acționarea ca un agent de ameliorare a solului, creșterea conținutului de humus sau acid humic al solului și introducerea de colonii benefice de microbi care ajută la suprimarea agenților patogeni din sol. De asemenea, reduce cheltuielile cu îngrășămintele chimice comerciale deopotrivă pentru grădinarii amatori și fermierii comerciali. Compostul poate fi folosit și pentru recuperarea terenurilor, pentru construcția de zone umede și pentru acoperirea gropilor de gunoi.
La cel mai simplu nivel, compostarea necesită strângerea unui amestec de „deșeuri verzi” și „deșeuri maronii”. Cele verzi sunt materiale bogate în azot, cum ar fi frunzele, iarba și resturile de mâncare. Cele maronii sunt materiale mai lemnoase care sunt bogate în carbon, cum ar fi tulpini, hârtie și așchii de lemn. Materialele sunt umezite pentru a se descompune în humus, un proces care are loc luni de zile. Cu toate acestea, compostarea poate avea loc și ca un proces în mai multe etape, atent monitorizat, cu aport măsurat de apă, aer și materiale bogate în carbon și azot. Procesul de descompunere este ajutat prin mărunțirea materiei vegetale, adăugarea de apă și asigurarea unei aerisiri adecvate prin întoarcerea regulată a amestecului într-un proces care utilizează grămezi sau „brazde” în aer liber. Ciupercile, râmele și alte saprofage descompun și mai mult materialul organic. Bacteriile și ciupercile aerobe gestionează procesul chimic prin conversia valorilor de căldură, dioxid de carbon și amoniu. Compostarea este o parte importantă a gestionării deșeurilor, deoarece alimentele și alte materiale compostabile reprezintă aproximativ 20% din deșeurile din gropile de gunoi, iar aceste materiale se biodegradează timp îndelungat  în depozit. Compostarea oferă o alternativă superioară din punct de vedere ecologic la utilizarea materialelor organice pentru depozitele de gunoi, deoarece compostarea reduce producția de metan și oferă beneficii economice și de mediu.

## Elemente fundamentale

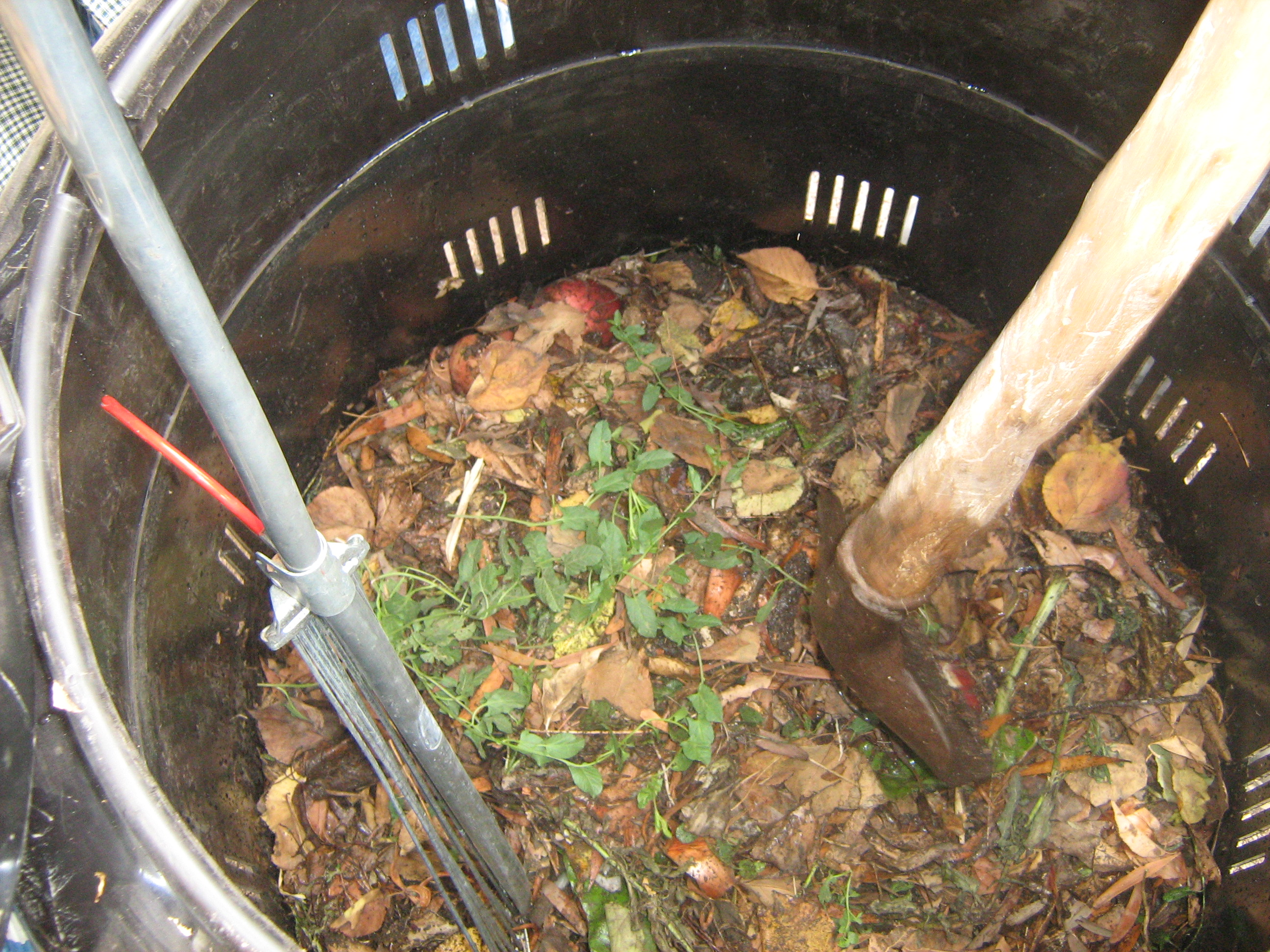
Butoi de compost produs acasă

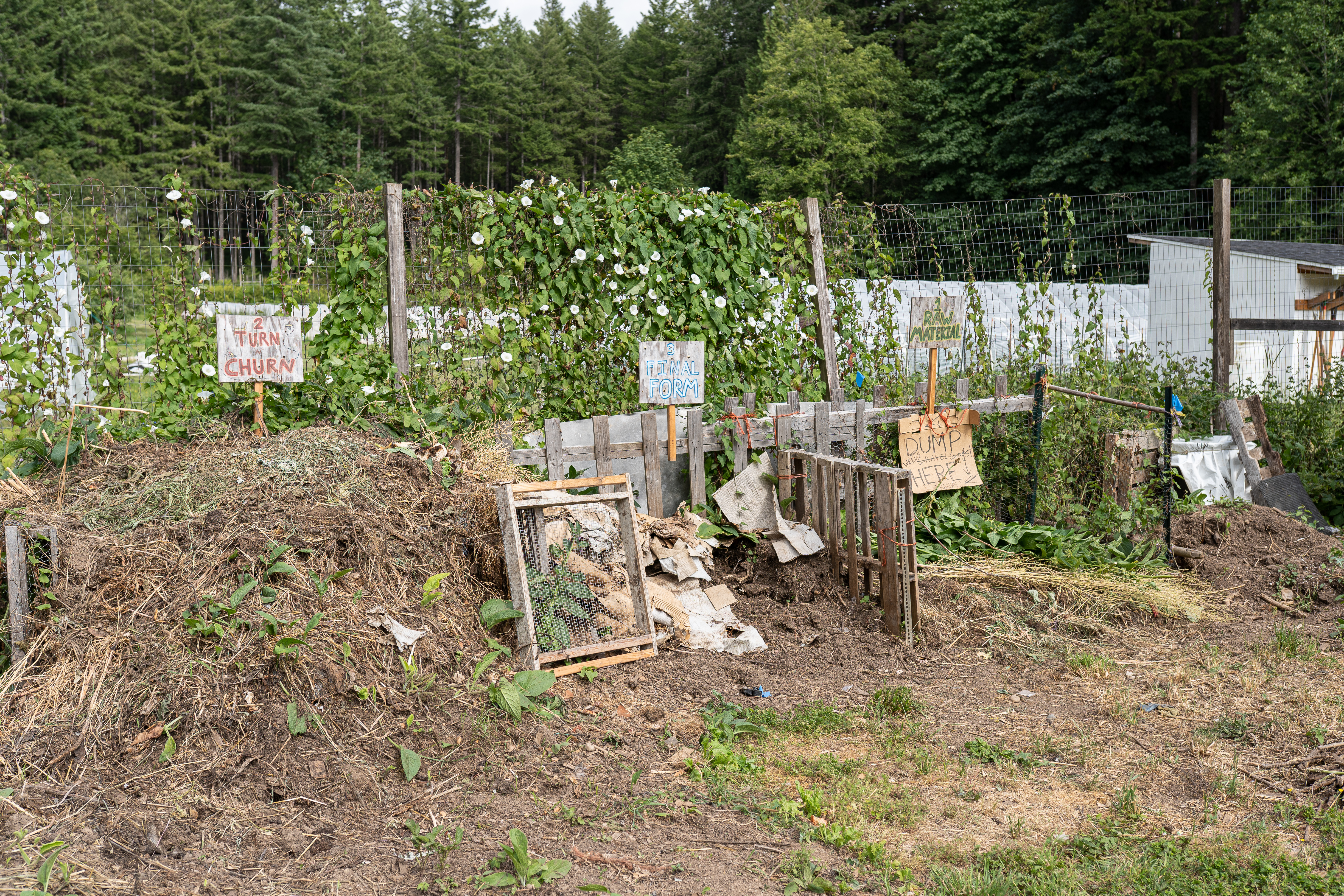
Coșuri de compost la Ferma ecologică Evergreen din statul Washington

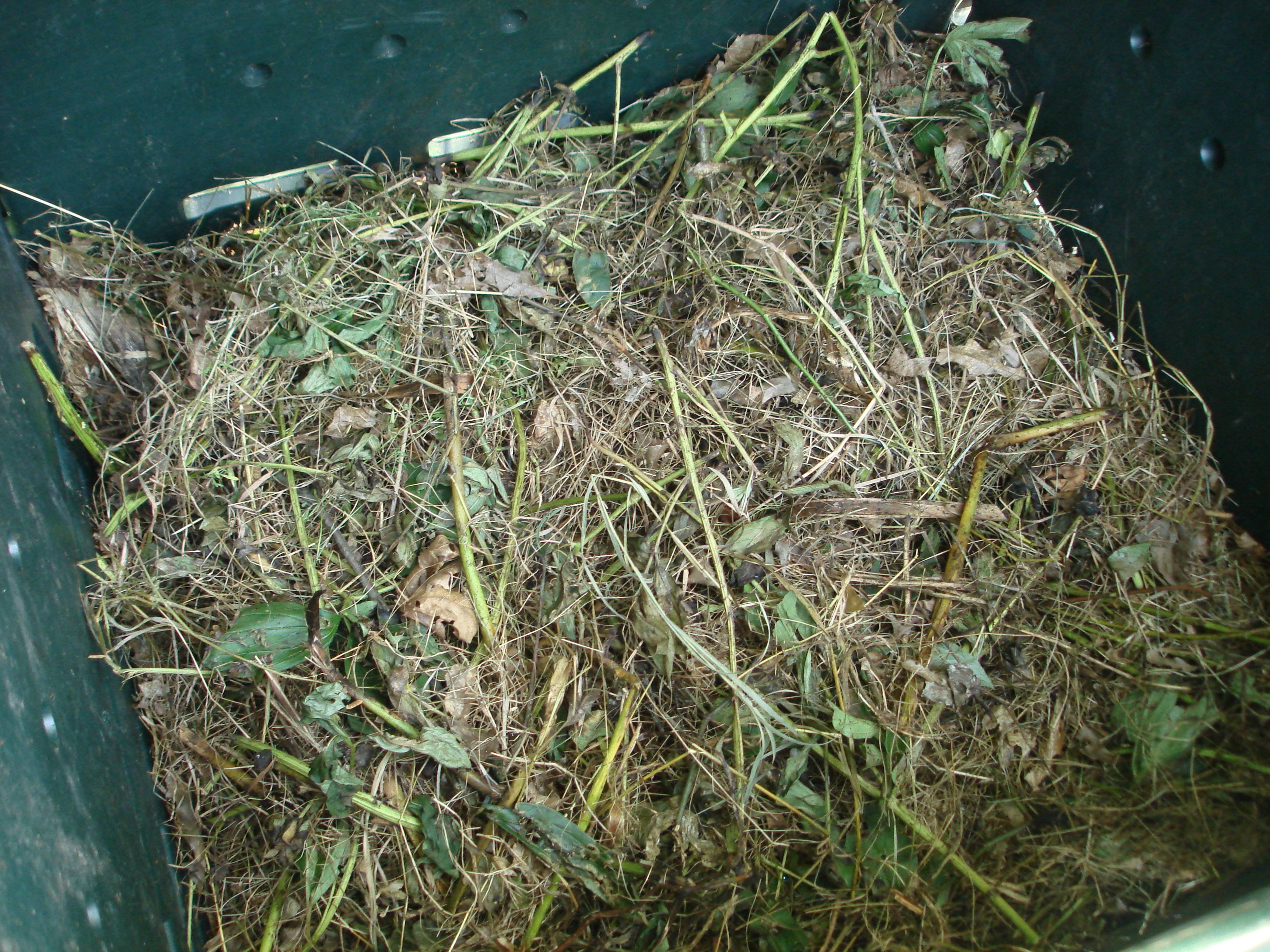
Materiale dintr-o grămadă de compost

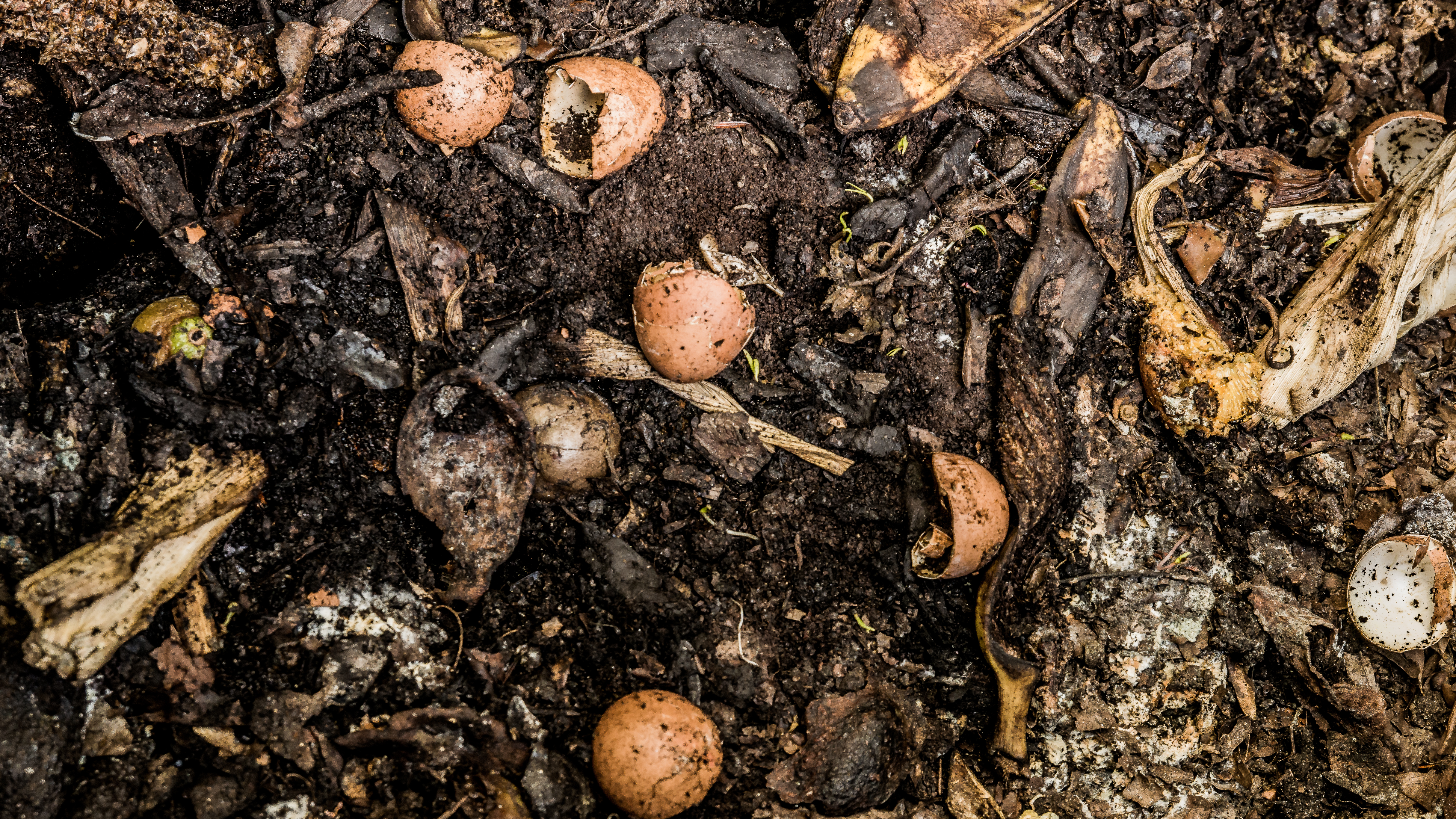
Resturi de mâncare într-o grămadă de compost

Compostarea este o metodă aerobă de descompunere a deșeurilor organice solide. Prin urmare, poate fi folosită pentru a recicla materialul organic. Procesul implică descompunerea materialului organic într-un material asemănător humusului, cunoscut sub numele de compost, care este un bun îngrășământ pentru plante.
Organismele care compun compostul necesită patru ingrediente la fel de importante pentru a funcționa eficient: 
- Carbonul este necesar pentru energie; oxidarea microbiană a carbonului produce căldura necesară altor părți ale procesului de compostare.[2] Materialele cu conținut ridicat de carbon tind să fie maro și uscate.[1][2]
- Azotul este necesar pentru a crește și a reproduce mai multe organisme pentru a oxida carbonul.[2] Materialele bogate în azot tind să fie verzi[1] și umede.[2] De asemenea, poate fi  găsit în fructe și legume colorate.[1]
- Oxigenul este necesar pentru oxidarea carbonului, procesul de descompunere.[2] Bacteriile aerobe au nevoie de niveluri de oxigen peste 5% pentru a efectua procesele necesare compostării.[2]
- Apa este necesară în cantitățile potrivite pentru a menține activitatea fără a provoca condiții anaerobe.[1][2]

Anumite proporții ale acestor materiale vor permite microorganismelor să lucreze într-un ritm care va încălzi grămada de compost. Gestionarea activă a grămezii (de exemplu, întoarcerea grămezii de compost cu o furcă) este necesară pentru a menține oxigenul suficient și nivelul corect de umiditate. Echilibrul aer/apă este esențial pentru menținerea temperaturilor ridicate 130–160 °F (54–71 °C) până când materialele sunt defalcate.
Compostarea este cea mai eficientă cu un raport carbon-azot de aproximativ 25:1. Compostarea la cald se concentrează pe reținerea căldurii pentru a crește rata de descompunere, producând astfel compost mai rapid. Compostarea rapidă este favorizată de un raport carbon-azot de ~30 de unități de carbon sau mai puțin. Peste 30, substratul este lipsit de azot. Sub 15, este probabil să elibereze o porțiune de azot sub formă de amoniac.
Aproape toate materialele vegetale și animale moarte au carbon și azot în cantități diferite. Iarba tăiată proaspăt are un raport mediu de aproximativ 15:1 și frunzele uscate de toamnă aproximativ 50:1, în funcție de specie. Compostarea este un proces continuu și dinamic, adăugarea de noi surse de carbon și azot în mod constant, precum și gestionarea activă este importantă.

### Organismele
Organismele pot descompune materia organică în compost dacă le este oferit amestecul corect de apă, oxigen, carbon și azot. Aceste organisme se împart în două mari categorii: descompunători chimici care efectuează procese chimice asupra deșeurilor organice și descompunători fizici care procesează deșeurile în bucăți mai mici prin metode precum măcinarea, ruperea, mestecatul și digerarea. 

#### Descompunători chimici
- Bacteriile – cele mai abundente și mai importante dintre toate microorganismele găsite în compost.[2] Bacteriile procesează carbonul și azotul și excretă nutrienții disponibili din plante, cum ar fi azotul, fosforul și magneziul.[2] În funcție de faza de compostare, bacteriile mezofile sau termofile pot fi cele mai proeminente.
  - Bacteriile mezofile duc compostul la stadiul termofil prin oxidarea materialului organic.[2] Ulterior, îl curăță, ceea ce face compostul proaspăt să fie mai biodisponibil pentru plante.[2][11]
  - Bacteriile termofile nu se reproduc și nu sunt active între −5 la 25 °C (23 la 77 °F),[12] totuși se găsesc în tot solul. Ele se activează odată ce bacteriile mezofile au început să descompună materia organică și să mărească temperatura la intervalul lor optim.[11] S-a demonstrat că pătrund în sol prin apa de ploaie.[11] Ele sunt prezente atât de larg din cauza mai multor factori, inclusiv pentru că sporii lor sunt rezistenți.[13] Bacteriile termofile se dezvoltă la temperaturi mai ridicate, atingând 40–60 °C (104–140 °F) în amestecuri tipice. Operațiunile de compostare pe scară largă, cum ar fi compostarea în brazde, pot depăși această temperatură, ucigând potențial microorganismele benefice din sol, dar și pasteurizând deșeurile.[11]
  - Actinobacteriile sunt necesare pentru a descompune produse din hârtie, cum ar fi ziare, scoarța etc. și alte molecule mari, cum ar fi lignina și celuloza, care sunt mai greu de descompus.[2] „Mirosul plăcut de pământ de compost” este atribuit acestora.[2] Actinobacteriile oferă la dispoziția plantelor nutrienții de carbon, amoniac și azot.[2]
- Ciupercile precum mucegaiul și drojdia ajută la descompunerea materialelor pe care bacteriile nu le pot descompune, în special celuloza și lignina din materialul lemnos.[2]
- Protozoarele – contribuie la biodegradarea materiei organice, precum și la consumul de bacterii inactive, ciuperci și particule micro-organice.[14]

#### Descompunători fizici
- Furnici – creează cuiburi, făcând solul mai poros și transportă nutrienți în diferite zone ale compostului.[2]
- Gândacii – larvele se hrănesc cu legumele în descompunere. [2]
- Râmele – ingerează material parțial compostat și excretă părți din ele,[2] făcând disponibile plantelor azotul, calciul, fosforul și magneziul.[2] Tunelurile pe care le creează pe măsură ce se deplasează prin compost măresc, de asemenea, aerarea și drenajul.[2]
- Muștele – se hrănesc cu aproape toate materialele organice și introduc bacterii în compost.[2] Populația lor este ținută în frâu de acarieni și de temperaturile termofile care nu sunt potrivite pentru larvele de muște.[2]
- Diplopodele – descompun materialul vegetal.[2]
- Rotiferele  - se hrănesc cu particule vegetale.[2]
- Melcii – se hrănesc cu material vegetal viu sau proaspăt. [2] Acestea trebuie îndepărtate din compost înainte de utilizare, deoarece pot deteriora plantele și culturile. [2]
- Oniscide – se hrănesc cu lemn putrezit și vegetație în descompunere.[2]
- Colembole – se hrănesc cu ciuperci, mucegai și plante în descompunere. [2]

### Fazele compostării

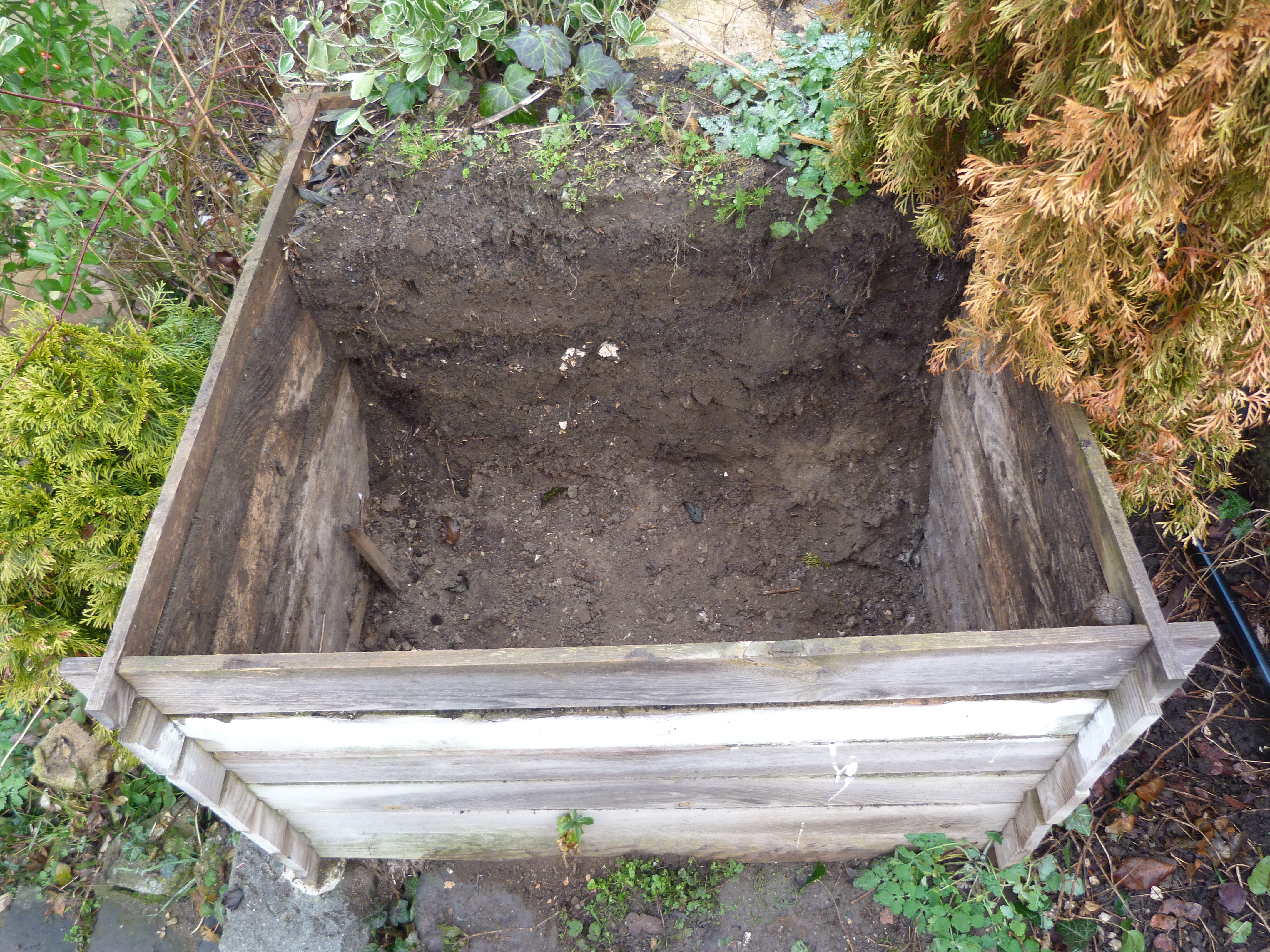
Compost de uz casnic vechi de trei ani

În condiții ideale, compostarea trece prin trei faze majore:
1. Faza mezofilă: o fază inițială, în care descompunerea este efectuată la temperaturi moderate de către microorganisme mezofile.
2. Faza termofilă: pe măsură ce temperatura crește, începe o a doua fază termofilă, în care diferite bacterii termofile efectuează descompunerea la temperaturi mai ridicate ( 50 la 60 °C (122 la 140 °F) C). . )
3. Faza de maturare: pe măsură ce aportul de compuși cu energie înaltă scade, temperatura începe să scadă, iar bacteriile mezofile predomină din nou în faza de maturare.

### Compostarea la cald și la rece – impact asupra timpului
Timpul necesar pentru compostarea materialului este în funcție de volumul materialului, dimensiunea materialelor adăugate (de exemplu, așchiile de lemn se descompun mai repede decât ramurile) și cantitatea de amestecare și aerare. În general, grămezi mai mari vor atinge temperaturi mai ridicate și vor rămâne într-o etapă termofilă zile sau săptămâni. Aceasta se numește compostare la cald și este metoda normală pentru instalațiile de compostare pe scară largă (de exemplu, municipale) și în multe operațiuni agricole.
Un proces denumit adesea „metoda Berkeley” produce compost finit în optsprezece zile. Totuși, necesită amestecarea a cel puțin 1 metru cub (35 cu ft) de material la început și necesită întoarcerea la fiecare două zile după o fază inițială de patru zile. Multe astfel de procese scurte implică câteva modificări ale metodelor tradiționale, inclusiv bucăți mai mici și mai omogenizate în compost, controlul raportului carbon-azot (C:N) la 30:1 sau mai puțin și o monitorizarea atentă a nivelului de umiditate.
Compostarea la rece este un proces mai lent, care poate dura până la un an. Rezultă din grămezi mai mici, inclusiv multe grămezi de compost rezidențial format din cantități mici de deșeuri de bucătărie și grădină pe perioade îndelungate. Grămezile mai mici de aproximativ 1 metru cub (35 cu ft) au dificultăți în atingerea și menținerea temperaturilor ridicate. Întoarcerea nu este necesară în cazul compostării la rece. Cu toate acestea, există riscul ca părți din grămadă să devină anaerobe pe măsură ce se compactează sau se îmbibă cu apă.

### Îndepărtarea agentului patogen
Compostarea poate distruge unii agenți patogeni sau semințe nedorite, atingând temperaturi de peste 50 °C (122 °F) C. Tratarea compostului stabilizat – adică material compostat în care microorganismele au terminat de digerat materia organică și temperatura a ajuns între 50–70 °C (122–158 °F) – prezintă un risc foarte mic, deoarece aceste temperaturi ucid agenții patogeni și chiar produc oochisturi neviabile. Temperatura la care moare un agent patogen depinde de agentul patogen, de cât timp este menținută temperatura (poate dura câteva secunde până la săptămâni) și chiar de pH.
Produsele din compost precum ceaiul de compost și extractele de compost au un efect inhibitor asupra Fusarium oxysporum⁠(d), Rhizoctonia solani⁠(d) și Pythium debaryanum⁠(d), agenți patogeni ai plantelor care pot provoca boli ale culturilor. Ceaiurile din compost aerat sunt mai eficiente decât extractele de compost. Microbiota și enzimele prezente în extractele de compost au, de asemenea, un efect suprimator asupra agenților patogeni fungici din plante. Compostul este o sursă bună de agenți de biocontrol precum B. subtilis⁠(d), B. licheniformis și P. chrysogenum, care luptă împotriva agenților patogeni ai plantelor. Cu toate acestea, sterilizarea compostului, a ceaiului de compost sau a extractelor de compost va reduce efectul de suprimare a agenților patogeni.

### Boli care pot fi contractate din manipularea compostului
La întoarcerea compostului care nu a trecut prin faze în care temperaturile depășesc 50 °C (122 °F), trebuie purtată o mască pe gură și mănuși pentru a fi protejat de bolile care se pot contracta prin manipularea compostului. Aceste boli sunt:
- Aspergiloza
- Boala pulmonară a fermierului
- Histoplasmoza – o ciupercă care crește în guano și excremente de păsări
- Boala legionarilor
- Panarițiu - prin infecție în jurul unghiilor de la mâini și de la picioare
- Tetanos – o boală a sistemului nervos central, cauzată de bacterii care sunt foarte frecvente în sol

Ovocitele devin neviabile mulțumită fazei în care temperatura atinge temperaturi de peste 50 °C (122 °F).

## Materiale care pot fi compostate
Sursele potențiale de materiale compostabile, sau materii prime, includ fluxurile de deșeuri rezidențiale, agricole și comerciale. Alimentele rezidențiale sau deșeurile din curte pot fi compostate acasă sau colectate pentru a fi incluse într-o instalație municipală de compostare la scară largă. În unele regiuni ale lumii, există proiectă de compostare locală sau de cartier. 

### Deșeuri organice solide

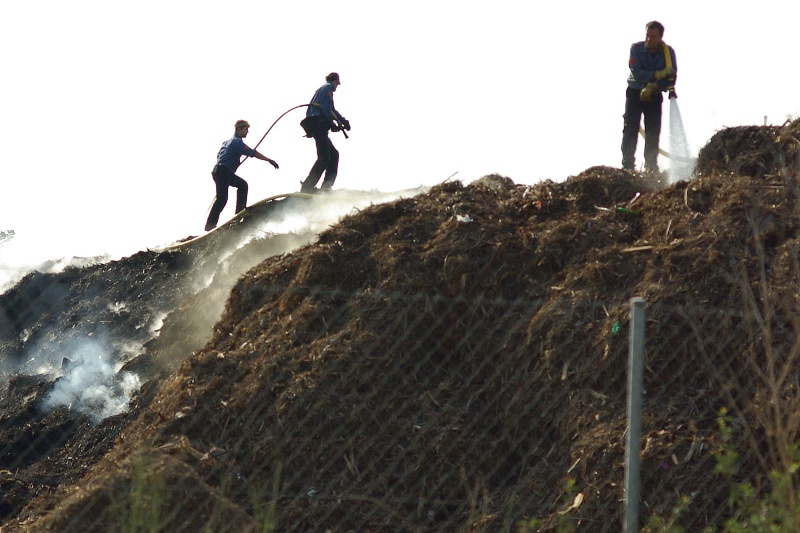
O grămadă mare de compost care arde cu căldura generată de microorganismele termofile.

Există două mari categorii de deșeuri organice solide: deșeuri verzi și deșeuri brune.
Deșeurile verzi sunt în general considerate o sursă de azot și includ deșeuri alimentare pre și de după consum, iarbă tăiată, resturi din grădină și frunze proaspete. Carcasele de animale, cele ucise în evenimente rutiere și reziduurile de la măcelărie pot fi, de asemenea, compostate și sunt considerate bune surse de azot.
Deșeurile brune sunt o sursă de carbon. Exemple tipice sunt vegetația uscată și materialul lemnos, cum ar fi frunzele căzute, paie, așchii de lemn, crengi, bușteni, ace de pin, rumeguș și cenușă de lemn, dar nu cenușă de cărbune. Produsele derivate din lemn, cum ar fi hârtia și cartonul simplu, sunt, de asemenea, considerate surse de carbon.

### Gunoi de grajd și așternut
În multe ferme, ingredientele de bază pentru compostare sunt gunoiul de grajd animal generat în fermă ca sursă de azot și așternutul ca sursă de carbon. Paiele și rumegușul sunt materiale comune pentru așternut. Sunt folosite și materiale de așternut netradiționale, inclusiv ziar și carton tocat. Cantitatea de gunoi de grajd compostată într-o fermă de animale este adesea determinată de programele de curățare, disponibilitatea terenului și condițiile meteorologice. Fiecare tip de gunoi de grajd are propriile sale caracteristici fizice, chimice și biologice. Dejecțiile de la vite și cai, atunci când sunt amestecate cu așternutul, au calități bune pentru compostare. Gunoiul de grajd de porc, care este foarte umed și de obicei nu este amestecat cu materialul de așternut, trebuie amestecat cu paie sau materii prime similare. Dejecțiile de pasăre trebuie amestecate cu materiale cu conținut ridicat de carbon și cu conținut scăzut de azot.

### Excremente umane
Excrementele umane pot fi adăugate ca material în procesul de compostare, deoarece reprezintă un material organic bogat în azot. Poate fi compostat fie direct în toalete de compostare, fie indirect sub formă de nămol de epurare după ce a fost tratat într-o stație de epurare. Ambele procese necesită o proiectare capabilă, deoarece există riscuri potențiale pentru sănătate care trebuie gestionate. În cazul compostării la domiciliu, o gamă largă de microorganisme, inclusiv bacterii, viruși și viermi paraziți, pot fi prezente în fecale, iar procesarea necorespunzătoare poate prezenta riscuri semnificative pentru sănătate. În cazul instalațiilor mari de tratare a apelor uzate care colectează apele uzate dintr-o serie de surse rezidențiale, comerciale și industriale, există considerații suplimentare. Nămolul de epurare compostat, denumit biosolid, poate fi contaminat cu o varietate de metale și compuși farmaceutici.  Procesarea insuficientă a biosolidelor poate duce, de asemenea, la probleme atunci când materialul este aplicat pe pământ.
Urina poate fi pusă pe grămezi de compost sau folosită direct ca îngrășământ. Adăugarea de urină în compost poate crește temperaturile și, prin urmare, crește capacitatea acestuia de a distruge agenții patogeni și semințele nedorite. Spre deosebire de fecale, urina nu atrage muștele care răspândesc bolile (cum ar fi muștele de casă sau Calliphoridae) și nu conține cei mai rezistenți agenți patogeni, cum ar fi ouăle de viermi paraziți.

### Rămășițe de animale
Carcasele de animale pot fi adăugate ca o opțiune de eliminare a acestora. Un astfel de material este bogat în azot.

#### Corpul uman
Compostarea, sau în mod oficial „reducerea organică naturală”, este o abordare în curs de dezvoltare a eliminării ecologice a cadavrelor umane. Amestecat cu așchii de lemn și aerat, un cadavru uman se transformă în compost într-o lună.

## Tehnologii de compostare

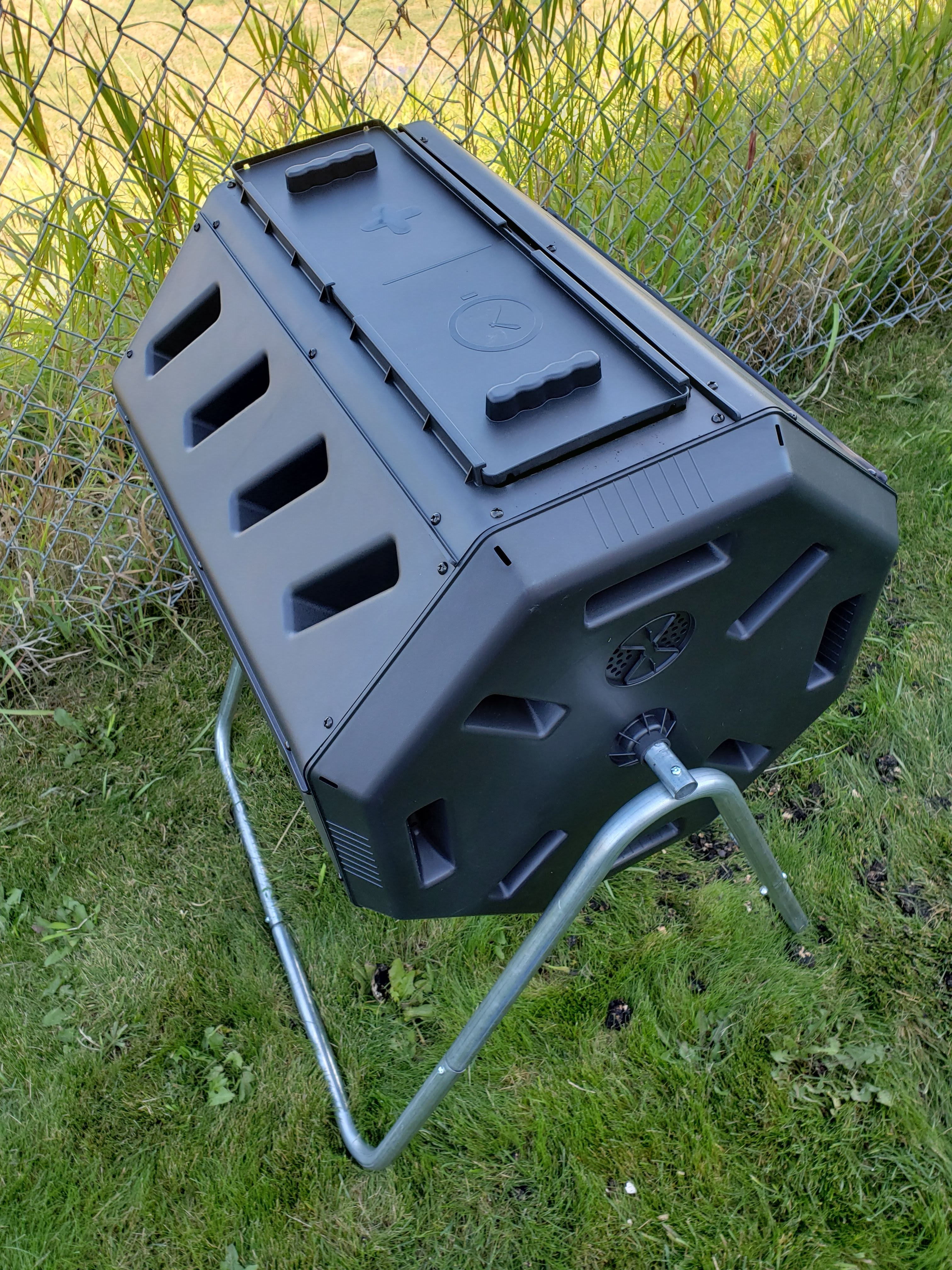
Compostator de curte

### Alte sisteme la nivel de gospodărie

#### Hügelkultur (paturi de grădină sau movile înălțate)

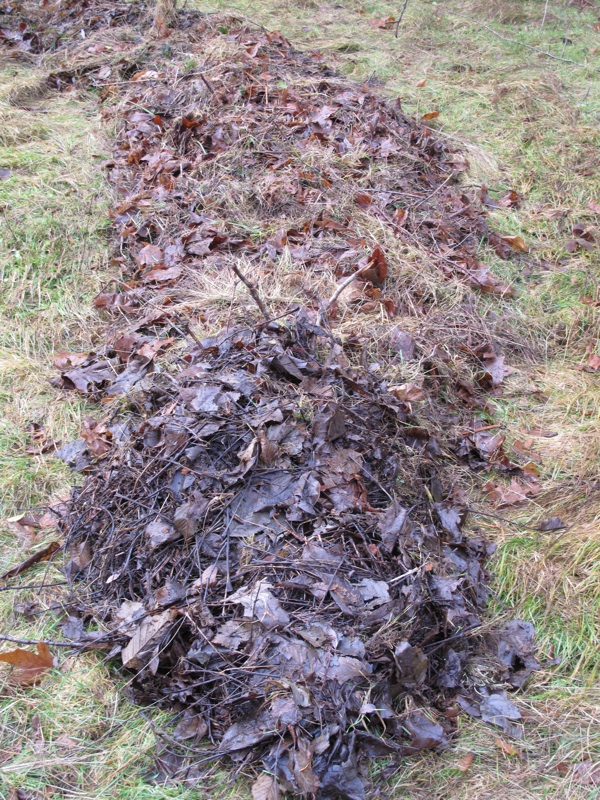
Un pat de hügelkultur aproape finalizat; patul nu are încă pământ pe el.

Practica de a face paturi de grădină înălțate sau movile umplute cu lemn putrezit se mai numește și Hügelkultur⁠(d) în limba germană.
Beneficiile acestui pat de grădină includ reținerea apei și încălzirea solului. Lemnul îngropat acționează ca un burete în timp ce se descompune, capabil să capteze apa și să o depoziteze pentru a fi folosit ulterioară de culturile plantate deasupra patului hügelkultur.

### Tehnologii conexe
- Vermicompostul (humus de râme, gunoi de grajd sau fecale de râme) este produsul final al descompunerii materiei organice de către râme.[44] S-a demonstrat că acesta conține niveluri reduse de contaminanți și o saturație mai mare de nutrienți decât materialele organice înainte de vermicompostare.[45]
- Larvele de muscă neagră (Hermetia illucens) sunt capabile să consume rapid cantități mari de material organic și pot fi folosite pentru tratarea deșeurilor umane. Compostul rezultat conține încă nutrienți și poate fi folosit pentru producerea de biogaz sau pentru compostare tradițională sau vermicompostare[46][47]
- Bokashi este mai degrabă un proces de fermentație decât un proces de descompunere și, prin urmare, reține energia, nutrienții și conținutul de carbon al materiei prime. Trebuie să existe suficienți carbohidrați pentru ca fermentația să se finalizeze și, prin urmare, procesul se aplică de obicei deșeurilor alimentare, inclusiv articolelor necompostabile. Carbohidrații sunt transformați în acid lactic, care se disociază în mod natural pentru a forma lactat, un purtător de energie biologic. Rezultatul păstrat este, prin urmare, consumat cu ușurință de microbii din sol și de acolo de întreaga rețea trofica a solului, ceea ce duce la o creștere semnificativă a carbonului organic din sol. Procesul se finalizează în săptămâni și readuce aciditatea solului la normal.
- Co-compostarea este o tehnică care procesează deșeurile solide organice împreună cu alte materiale, cum ar fi nămolul fecal deshidratat sau nămolul de epurare.[8]
- Digestia anaerobă combinată cu sortarea mecanică a fluxurilor mixte de deșeuri este din ce în ce mai utilizată în țările dezvoltate, datorită reglementărilor care controlează cantitatea de materie organică permisă în depozitele de gunoi. Tratarea deșeurilor biodegradabile înainte ca acestea să intre într-o groapă de gunoi reduce încălzirea globală cauzată de metanul fugitiv; deșeurile netratate se descompun în mod anaerob într-un depozit de deșeuri, producând gaze de depozitare care conține metan, un gaz cu efect de seră puternic. Metanul produs într-un digestor anaerob poate fi transformat în biogaz.[48]

## Utilizare

### Agricultură și grădinărit

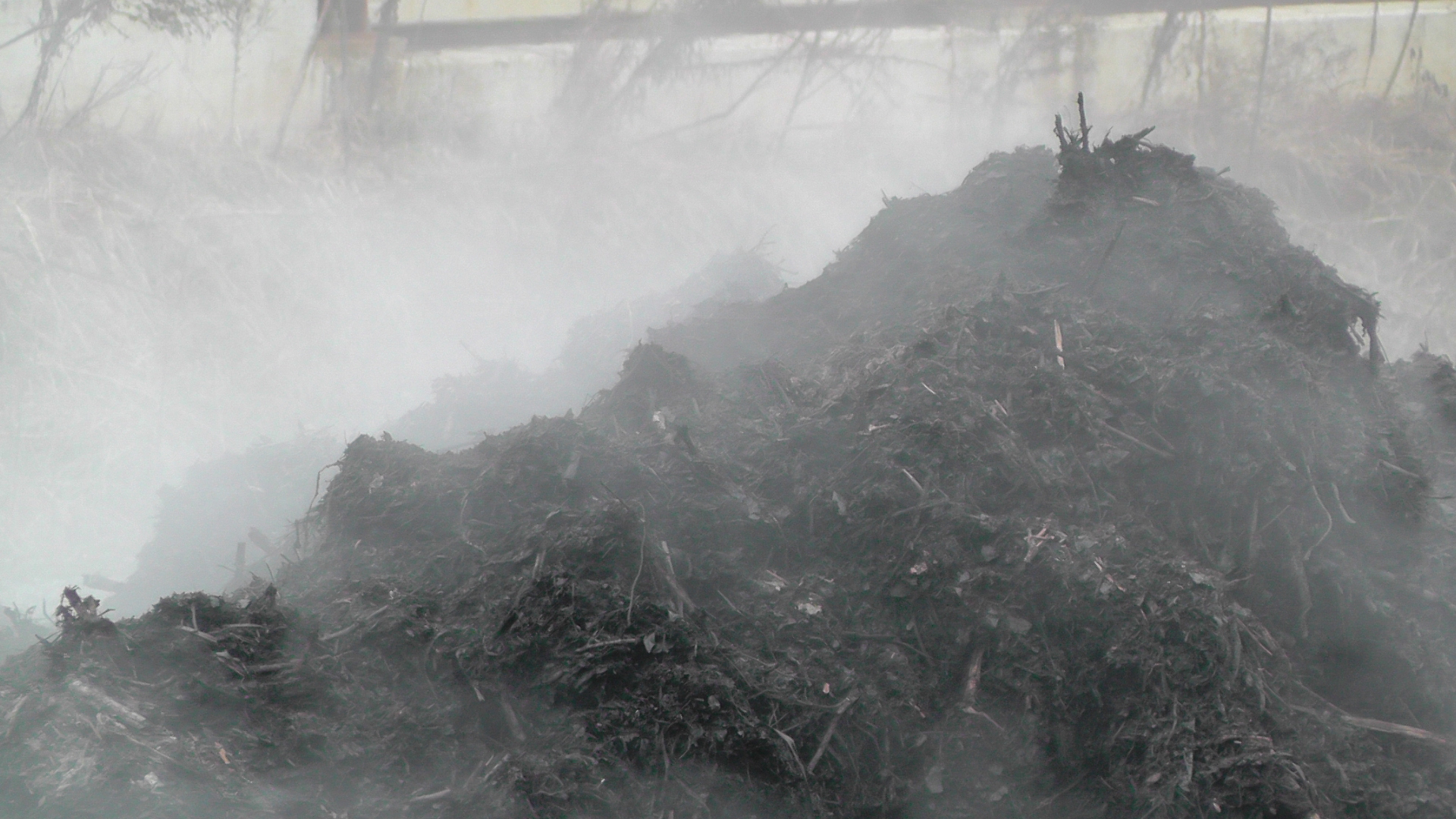
Compost folosit ca îngrășământ

Pe teren deschis, pentru cultivarea grâului, porumbului, soia și culturilor similare, compostul poate fi răspândit în partea superioară a solului folosind camioane de împrăștiat sau distribuitoare trase în spatele unui tractor. Este indiat ca stratul de răspândire să fie foarte subțire (aproximativ 6 mm (0,24 in) ) și să acționeze asupra solului înainte de plantare. Cu toate acestea, rate de aplicare de 25 mm (0,98 in) sau mai mari nu sunt neobișnuite atunci când se încearcă reconstruirea solurilor sărace sau controlul eroziunii. Datorită costului extrem de ridicat al compostului pe unitatea de nutrienți în lumea occidentală (cum ar fi Statele Unite), utilizarea în ferme este relativ rară, deoarece ratele de peste 4 tone/acru nu pot fi atinse. Acest lucru rezultă dintr-un accent excesiv pe „reciclarea materiei organice” decât pe „nutrienții durabili”. În alte țări precum Germania, unde distribuția și împrăștierea compostului sunt parțial subvenționate în taxele inițiale pentru deșeuri, compostul este folosit mai frecvent pe teren deschis, dar numai pe premisa „sustenabilității” nutrienților.
În plasticultură, căpșunile, roșiile, ardeii, pepenii și alte fructe și legume sunt adesea cultivate sub plastic pentru a controla temperatura, a reține umiditatea și a controla buruienile. Compostul poate fi adăugat (aplicat în fâșii de-a lungul rândurilor) și prelucrat în sol înainte de plantare, poate fi aplicat în același timp în care paturile sunt construite și așezat plastic, sau folosit ca „pansament superior”.
Multe culturi nu sunt însămânțate direct în câmp, ci inițial în tăvi de semințe într-o seră (vezi transplantarea). Când răsadurile ating un anumit stadiu de creștere, sunt transplantate pe câmp sau în solar. Compostul poate fi folosit ca ingredient în amestecul folosit pentru creșterea răsadurilor, dar nu este folosit în mod normal ca singur substrat de plantare. Cultura care urmează să fie cultivată și sensibilitatea semințelor la nutrienți, săruri etc. dictează raportul amestecului, iar maturitatea este importantă pentru a se asigura că nu va apărea lipsa de oxigen sau că nu vor rămâne fitotoxine persistente.
Compostul poate fi adăugat în sol sau turbă, ca ameliorator al solului, furnizând humus și nutrienți.  Oferă un mediu de creștere bogat ca material absorbant. Acest material conține umiditate și minerale solubile, care oferă suport și nutrienți. Deși este rareori folosit singur, plantele pot înflori în amestec de sol, nisip, pietriș, rumeguș, așchii de scoarță, vermiculit, perlit sau granule de argilă. Compostul poate fi adăugat direct în sol sau mediu de cultură pentru a crește nivelul de materie organică și fertilitatea generală a solului. Compostul care este gata de a fi folosit ca aditiv este maro închis sau chiar negru, cu miros de pământ.
În general, însămânțarea directă într-un compost nu este recomandată din cauza vitezei cu care se poate usca, a posibilei prezențe de fitotoxine în compostul imatur care pot inhiba germinația,   și a posibilei legări de azot datorită ligninei incomplet descompuse. Se folosesc în mod normal amestecuri de 20-30% compost la transplantarea răsadurilor.
Compostul poate fi folosit pentru a crește imunitatea plantelor la boli și dăunători.

## Reguli

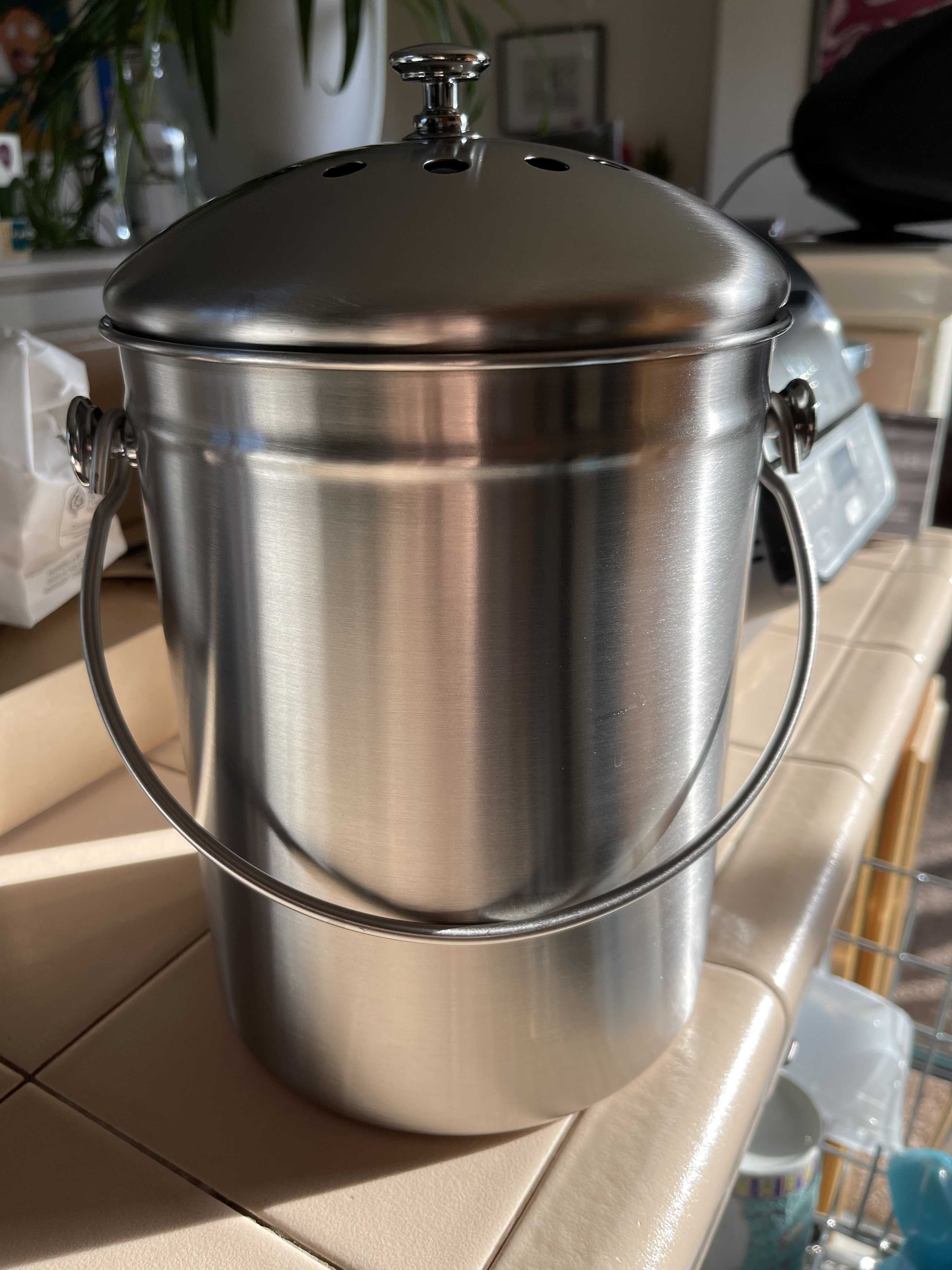
Un coș de compost de bucătărie este folosit pentru a transporta articolele compostabile într-un coș de compost în aer liber.

Există linii directoare privind procesele și produse în Europa care datează de la începutul anilor 1980 (Germania, Țările de Jos, Elveția) și abia mai recent în Marea Britanie și SUA. În ambele țări, asociațiile comerciale private din industrie au stabilit standarde mai largi,  posibil ca o măsură de a descuraja agențiile guvernamentale independente de a stabili standarde mai stricte, prietenoase pentru consumatori. Compostul este reglementat și în Canada și Australia.

## Istorie

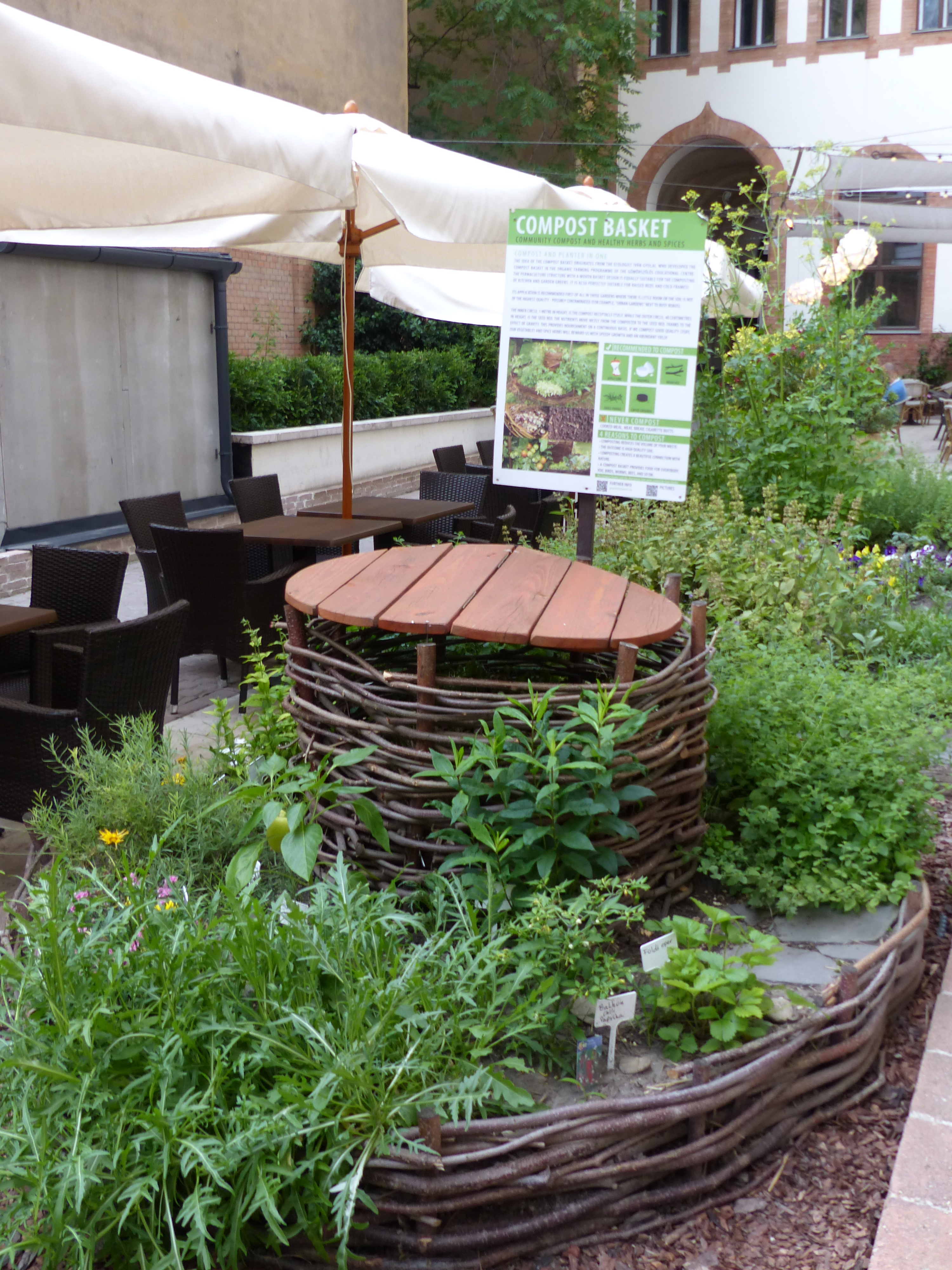
Coș de compost

Compostarea datează cel puțin din Imperiul Roman timpuriu și a fost menționat în piesa De Agri Cultura⁠(d) a lui Cato cel Bătrân din anul 160 î.Hr. În mod tradițional, compostarea presupunea stivuirea materialelor organice până în următorul sezon de plantare, moment în care materialele s-ar fi degradat suficient pentru a fi gata de utilizare în sol. Avantajul acestei metode este necesita puțin timp de lucru și puțin efort uman și se potrivește în mod natural cu practicile agricole din climatul temperat. Dezavantajele (din perspectiva modernă) sunt că spațiul este folosit timp de un an întreg, unii nutrienți ar putea fi scurși din cauza expunerii la precipitații, iar organismele și insectele producătoare de boli pot să nu fie controlate în mod adecvat.
Compostarea a început să se modernizeze oarecum din anii 1920 în Europa ca instrument al agriculturii organice ecologice. Prima stație industrială pentru transformarea materialelor organice urbane în compost a fost înființată în Wels, Austria, în anul 1921. Printre primii susținători ai compostării în agricultură se numără: Rudolf Steiner, fondatorul unei metode de agricultură numită biodinamică, și Annie Francé-Harrar⁠(d), care a fost desemnată de Guvernul Mexican și a sprijinit în 1950-1958 fondarea unei mari organizații de humus în lupta împotriva eroziunii si degradării solului. Sir Albert Howard⁠(d), care a lucrat intens în India la practici durabile,  și Lady Eve Balfour⁠(d) au fost, de asemenea, susținători majori ai compostării. Compostarea a fost importată în America de către:
- J. I. Rodale⁠(d) – fondatorul Rodale Organic Gardening [61]
- E. E. Pfeiffer – a dezvoltat practici științifice în agricultura biodinamică
- Paul Keene⁠(d) – fondatorul Walnut Acres din Pennsylvania
- și Scott și Helen Nearing – au inspirat mișcarea de întoarcere la pământ din anii 1960